# Hellhole Palms
Hellhoe Palms es un área no incorporada ubicada en el condado de San Diego en el estado estadounidense de California. La localidad se encuentra ubicada a 6 km al oeste de Borrego Springs.

## Geografía
Hellhoe Palms se encuentra ubicada en las coordenadas 33°14′N 116°26′O / 33.233, -116.433.